# Brabant (provincie)
Brabant was een provincie van België die na de Belgische onafhankelijkheid in 1831 ontstond door hernoeming van de provincie Zuid-Brabant door het Voorlopig Bewind. Deze hernoeming werd tot 1839 niet erkend door het Verenigd Koninkrijk der Nederlanden. De provincie werd op 1 januari 1995 opgeheven en gesplitst in de provincies Vlaams-Brabant en Waals-Brabant en in het Brussels Hoofdstedelijk Gewest. Op dat moment telde de provincie ongeveer 2.283.000 inwoners.

## Geschiedenis

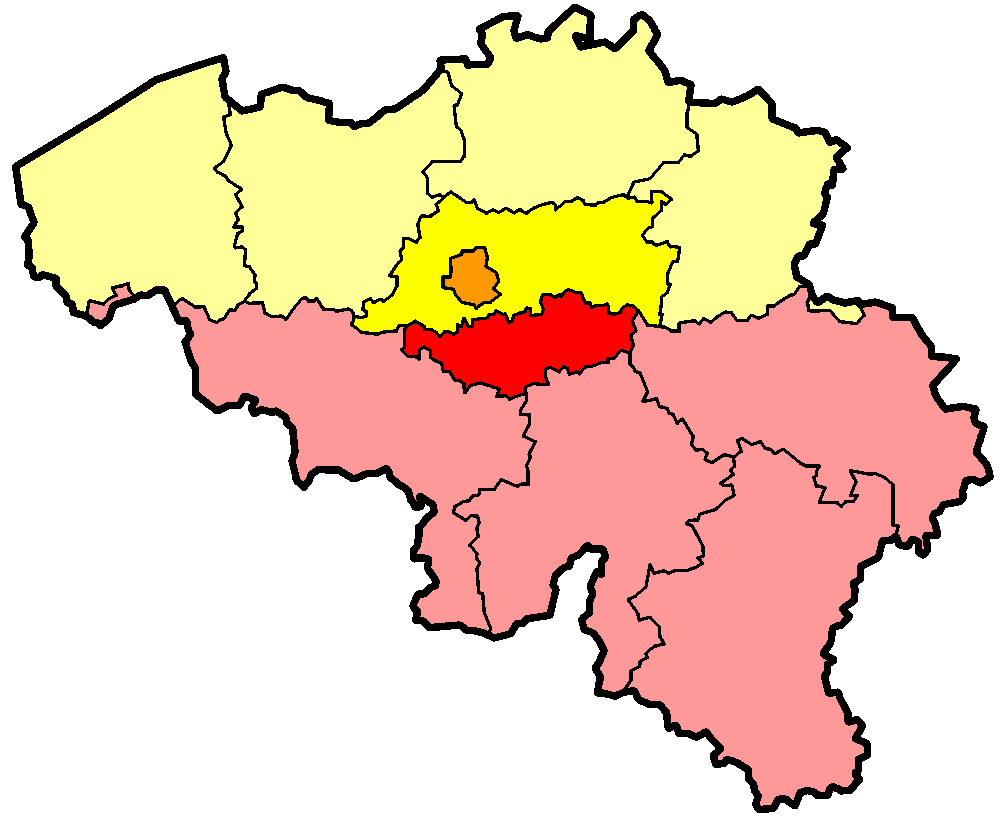
De provincie Brabant, gesplitst in Vlaams-Brabant (felgeel), Waals-Brabant (felrood), en het Brussels Hoofdstedelijk Gewest (oranje).

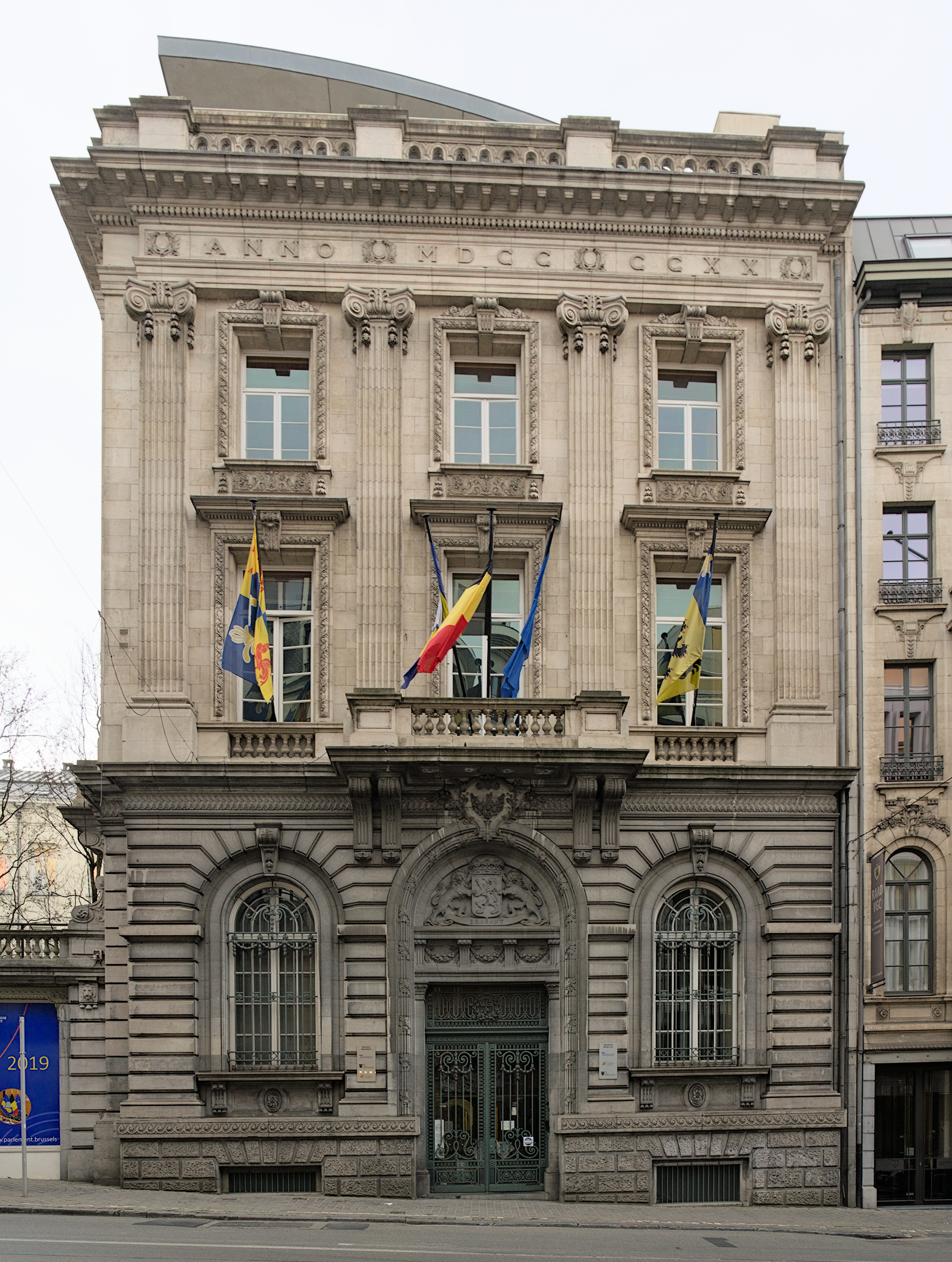
Het Hôtel de Limminghe in Brussel, zetel van het provinciebestuur

De provincie Brabant bestond oorspronkelijk uit de arrondissementen Brussel, Leuven en Nijvel.
Anno 1882 telde Brabant 341 gemeenten: 123 in arrondissement Brussel, 111 in arrondissement Leuven en 107 in arrondissement Nijvel. De stad Brussel was veruit de meest bevolkte. Verder hadden de sterk groeiende gemeenten Schaarbeek en Sint-Jans-Molenbeek de stad Leuven ingehaald.
In 1961-1963 werd de taalgrens vastgelegd, die vanaf dan de provincie verdeelde in een Nederlands taalgebied, een Frans taalgebied en het tweetalige Brussel. Toen werd ook het arrondissement Brussel gesplitst in het tweetalige Brussel-Hoofdstad en het Nederlandstalige Halle-Vilvoorde. Eveneens werd in 1963 het Nederlandstalige kanton Landen overgeheveld van de provincie Luik naar de provincie Brabant (na een tijdelijke overheveling naar Limburg onder de Duitse bezetter in 1917).
Op het moment van de grootschalige gemeentefusies van 1976-1977 daalde het aantal gemeenten in Brabant van 330 naar 111. Een uitdrukkelijke uitzondering waren de 19 Brusselse gemeenten, die heden nog bestaan.
Sinds de oprichting van de gewesten als gevolg van de staatshervorming werd de provincie Brabant onderdeel van zowel het Brussels, het Vlaams als het Waals Gewest. Ingevolge de uitbreiding van de bevoegdheden van de gewesten bij de vierde staatshervorming in 1993 die van België een federaal land maakte werd deze situatie juridisch onmogelijk. Op 1 januari 1995 werd Brabant daarom definitief gesplitst in de provincies Vlaams-Brabant en Waals-Brabant en het Brussels Hoofdstedelijk Gewest.
De voorgeschiedenis is nog merkbaar in sommige federaal geregelde zaken, zoals de postnummers, de provinciale voetbalafdelingen en wegennummers. Het archief van de provincie Brabant wordt bewaard in het Rijksarchief te Brussel.
Het provinciebestuur zetelde in het Hôtel de Limminghe (heden het Brussels Parlementsgebouw). Net als de andere provincies was er een verkozen provincieraad, een permanente deputatie en een aangeduide gouverneur. Vanaf de provinciekieswet van 1921 tot aan de splitsing van de provincie waren er 90 provincieraadsleden.

## Gouverneurs
| Nr.   | Gouverneur                                    | Ambtstermijn | Ambtstermijn | Partij | Partij            |
| ----- | --------------------------------------------- | ------------ | ------------ | ------ | ----------------- |
| [ 1 ] | Pierre Van Meenen                             | 1830         | 1830         |        | Liberalen         |
| 1     | Feuillien de Coppin de Falaën (1800-1887)     | 1830         | 1834         |        | Onafhankelijk     |
| 2     | Goswin de Stassart (1780-1854)                | 1834         | 1838         |        | Liberalen         |
| 3     | Guillaume de Viron (1791-1857)                | 1839         | 1845         |        | Katholieken       |
| 4     | Charles Liedts (1802-1878)                    | 1845         | 1852         |        | Liberalen         |
| [ 1 ] | Pierre Annemans (1792-1865)                   | 1852         | 1855         |        | Onbekend          |
| 4     | Charles Liedts (1802-1878)                    | 1855         | 1861         |        | Liberalen         |
| [ 1 ] | Pierre Annemans (1792-1865)                   | 1861         | 1862         |        | Onbekend          |
| 5     | François Dubois-Thorn (1805-1886)             | 1862         | 1883         |        | Onafhankelijk     |
| 6     | Theodore Heyvaert (1834-1907)                 | 1883         | 1884         |        | Liberale Partij   |
| 7     | Auguste Vergote (1818-1906)                   | 1885         | 1906         |        | Liberale Partij   |
| 8     | Emile de Béco (1843-1928)                     | 1906         | 1928         |        | Katholieke Partij |
| [ 2 ] | August Friedrich Wilhelm Ludwig von Schroeder | 1914         | 1915         |        | Duitse Keizerrijk |
| [ 2 ] | Friedrich Hermann Anton von Hurt              | 1915         | 1918         |        | Duitse Keizerrijk |
| [ 3 ] | Karl Gerstein                                 | 1914         | 1916         |        | Duitse Keizerrijk |
| [ 3 ] | Eugen Kranzbühler                             | 1917         | 1918         |        | Duitse Keizerrijk |
| [ 3 ] | Oskar Freiherr von der Lancken-Wakenitz       | 1918         | 1918         |        | Duitse Keizerrijk |
| 9     | François-André Nens                           | 1928         | 1935         |        | Katholiek         |
| 10    | Albert Houtart (1887-1951)                    | 1935         | 1942         |        | Katholieke Unie   |
| [ 1 ] | Mathieu Croonenberghs (1904-1976)             | 1942         | 1943         |        | Katholieke Unie   |
| [ 1 ] | Frans Wildiers (1905-1986)                    | 1943         | 1943         |        | VNV               |
| [ 1 ] | Adrien Gillès de Pélichy                      | 1943         | 1944         |        | REX               |
| [ 1 ] | Jean Herinckx (1888-1961)                     | 1944         | 1945         |        | Katholieke Unie   |
| [ 1 ] | Jules Hansez                                  | 1945         | 1945         |        | Liberale Partij   |
| 11    | Fernand Demets (1884-1952)                    | 1945         | 1951         |        | Liberale Partij   |
| 12    | Jean de Néeff (1909-1999)                     | 1951         | 1976         |        | PSC               |
| 13    | Ivan Roggen (1921-1997)                       | 1976         | 1989         |        | PRL               |
| 14    | André Degroeve (1931-2014)                    | 1989         | 1994         |        | PS                |

## Demografische ontwikkeling
Bij het ontstaan van België in 1830-1831 was Brabant slechts de vierde meest bevolkte provincie, na Henegouwen, West-Vlaanderen en (op kop) Oost-Vlaanderen. In de loop der tijd groeide Brabant (en met name Brussel) sneller en werd de provincie wel de meest bevolkte.
Inwoneraantal x 1000